# Władysław Sidziński
Władysław Sidziński vel Torba (ur. 25 kwietnia 1887 w Sidzinie, zm. 6 listopada 1962) – podpułkownik piechoty Wojska Polskiego, działacz niepodległościowy.

## Życiorys
Urodził się 25 kwietnia 1887 we wsi Sidzina, w rodzinie Stanisława i Agnieszki z domu Hardek.
Po odbyciu jednorocznej ochotniczej służby wojskowej został mianowany kadetem piechoty ze starszeństwem z 1 stycznia 1913 i przydzielony w rezerwie do c. i k. Pułku Piechoty Nr 90 w Jarosławiu. W szeregach tego oddziału wziął udział w mobilizacji sił zbrojnych Monarchii Austro-Węgierskiej, wprowadzonej w związku z wojną na Bałkanach, a następnie walczył na frontach I wojny światowej. 18 grudnia 1914 awansował na podporucznika, a 1 sierpnia 1916 na porucznika rezerwy.
Służył w 31 Pułku Piechoty. 19 sierpnia 1920 został zatwierdzony z dniem 1 kwietnia 1920 w stopniu kapitana, w piechocie, w grupie oficerów byłej armii austriacko-węgierskiej. Pełnił wówczas służbę w Baonie Zapasowym 31 Pułku Piechoty. 3 maja 1922 został zweryfikowany w stopniu majora ze starszeństwem z 1 czerwca 1919 i 336. lokatą w korpusie oficerów piechoty. W lipcu tego roku został zatwierdzony na stanowisku pełniącego obowiązki dowódcy batalionu sztabowego 31 pp. W 1924 został przesunięty na stanowisko dowódcy III batalionu, a w sierpniu 1927 przesunięty na stanowisko kwatermistrza. 26 stycznia 1928 został mianowany podpułkownikiem ze starszeństwem z 1 stycznia 1928 i 8. lokatą w korpusie oficerów piechoty. W kwietniu tego roku został przeniesiony do 81 Pułku Piechoty w Grodnie na stanowisko dowódcy II batalionu, detaszowanego w Sokółce. W marcu 1929 został przeniesiony do kadry oficerów piechoty z równoczesnym przeniesieniem służbowym do Powiatowej Komendy Uzupełnień Sieradz na stanowisko pełniącego obowiązki komendanta. W marcu 1932 został zatwierdzony na stanowisku komendanta PKU. Z dniem 1 lipca 1935 został zwolniony z zajmowanego stanowiska i skierowany na dwumiesięczny urlop, a z dniem 31 sierpnia tego roku przeniesiony w stan spoczynku. Zmarł 6 listopada 1962 i został pochowany na cmentarzu Rakowickim.

## Ordery i odznaczenia
- Krzyż Niepodległości – 4 listopada 1933 „za pracę w dziele odzyskania niepodległości”[28][2][29][30]
- Krzyż Walecznych[31]
- Złoty Krzyż Zasługi – 1935 „za zasługi w służbie wojskowej”[32]

9 maja 1938 Komitet Krzyża i Medalu Niepodległości ponownie rozpatrzył wniosek, lecz Krzyża Niepodległości z Mieczami nie przyznał.
austriackie
- Krzyż Zasługi Wojskowej 3 klasy z dekoracją wojenną i mieczami[9]
- Brązowy Medal Zasługi Wojskowej z mieczami na wstążce Krzyża Zasługi Wojskowej[9]
- Krzyż Wojskowy Karola[9]
- Krzyż Pamiątkowy Mobilizacji 1912–1913[33]